# Даде, Арта
Арта Даде (алб. Arta Dade; 15 марта 1953, Тирана) — албанский педагог и политик. Член Социалистической партии Албании. Министр культуры (1997—1998), министр иностранных дел (2001—2002).

## Биография
Родилась в Тиране 15 марта 1953 года. После окончания школы с 1972 по 1975 год училась в Тиранском университете на отделении английского языка факультета иностранных языков. После окончания университета работала учителем в средней школе с углублённым изучением иностранных языков Asim Vokshi в Тиране. В 1985 году она была переведена Тиранский университет, где преподавала на отделении английского языка факультета иностранных языков до 1997 года. В 1992 она завершила обучение в аспирантуре в Великобритании.
В 1991 году присоединилась к Социалистической партии Албании, а год спустя была избрана в совет партии. Играла важную роль в этой партии во время событий 1997 года. В 1998 году стала секретарём Социалистической партии по международным отношениям (несколько раз переизбиралась на этот пост).
В 1997 впервые получила мандат члена Народного собрания (представляла область Фиери). В 2001 и 2005 годах переизбиралась в Народное собрание, таким образом она оставалась в парламенте до 2009 года.
В 1997-1998 годах работала министром культуры, молодёжи и спорта, а в 2001-2002 — министром иностранных дел и заместителем премьер-министра. Она также была вице-председателем албанской делегации в Парламентской ассамблее Совета Европы.
С 2013 года — председатель албанского комитета по внешней политике. С 2016 года — председатель группы по Молдове Парламентской Ассамблеи ОБСЕ.
Автор ряда статей на политические и социально-экономические темы.
Разведена, имеет двух детей.